# Dorfkirche Kraatz (Gransee)

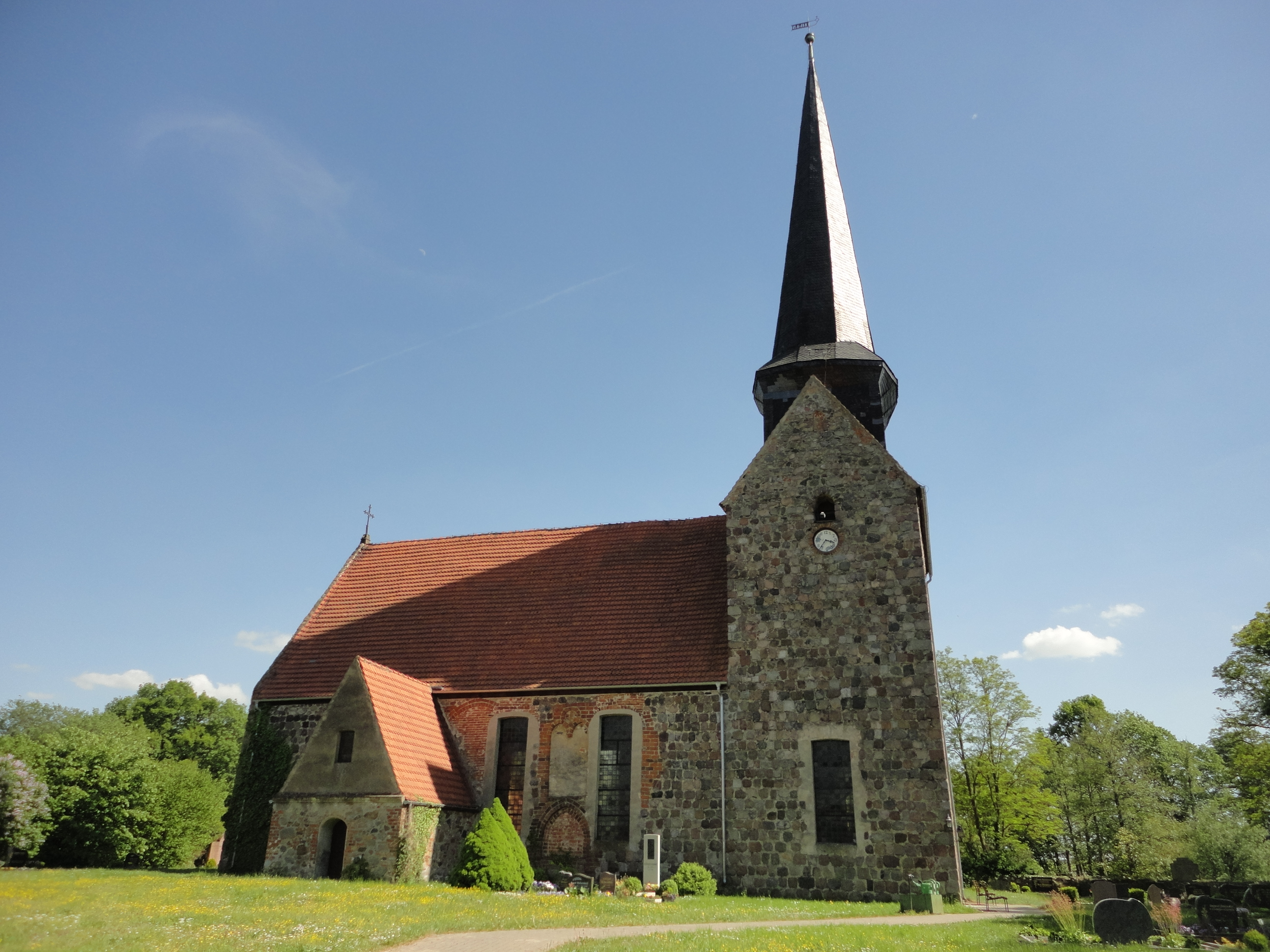
Dorfkirche Kraatz

Die evangelische, denkmalgeschützte Dorfkirche Kraatz (Gransee) steht in Kraatz, einem Ortsteil der Stadt Gransee im Landkreis Oberhavel von Brandenburg. Die Kirche gehört zum Kirchenkreis Oberes Havelland der Evangelischen Kirche Berlin-Brandenburg-schlesische Oberlausitz.

## Beschreibung

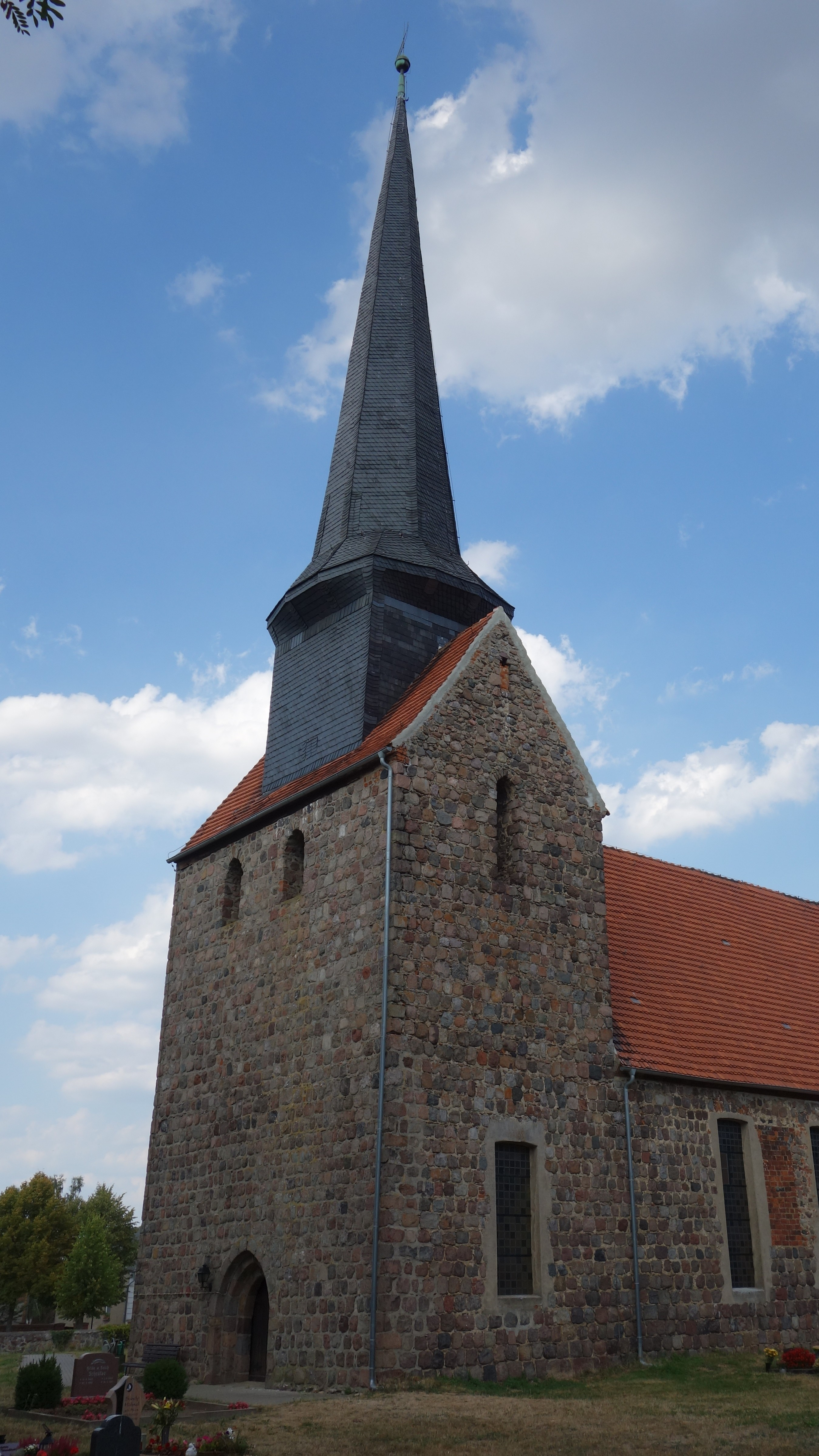
Turm mit Dachreiter

Die Feldsteinkirche wurde Mitte des 13. Jahrhunderts gebaut. Sie besteht aus einem Langhaus, einem Querturm in gleicher Breite, einer nach Süden angebauten Sakristei und einem weiteren Anbau nach Norden. Die Fenster wurden 1836 vergrößert. Die Wände wurden mit Backsteinen ausgebessert. Dem quer angeordneten Satteldach des Kirchturms wurde 1845 ein quadratischer, schiefergedeckter Dachreiter aufgesetzt, der mit einem achtseitigen Knickhelm bedeckt ist. Der Innenraum des Langhauses ist mit einer Holzbalkendecke überspannt, die Sakristei mit einem Tonnengewölbe. Zur schlichten Kirchenausstattung gehört ein 1836 gebauter Altar. Die Orgel auf der Empore im Westen hat 6 Register, ein Manual und ein angehängtes Pedal. Sie wurde 1850 von Friedrich Hermann Lütkemüller gebaut und ersetzte ein 1721 von einem unbekannten Orgelbauer errichtetes Positiv.